# Тан Єсо
Тан Єсо  (кор. 당예서, 27 квітня 1981) — південнокорейська настільна тенісистка, олімпійська медалістка.

## Виступи на Олімпіадах
| Олімпіада  | Дисципліна       | Місце |
| ---------- | ---------------- | ----- |
| Пекін 2008 | одиночний розряд | 17T   |
| Пекін 2008 | командні         | 3     |